# 김태은의 가요뱅크
김태은의 가요뱅크는 KBS전주 해피FM에서 매일 오전 11시부터 낮 12시까지 방송되는 가요 전문 라디오 프로그램이다.

## 역사
1998년 10월 12일에 《김태은의 가요뱅크 100.7》이라는 제목으로 KBS전주FM에서 첫방송을 시작해, 2005년 4월 29일에 잠정적으로 폐지됐다가, 2008년 4월 21일 이후 3년만에 "김태은의 가요뱅크"라는 제목으로 KBS전주 해피FM에서 다시 부활했다.

## DJ
- 김태은 아나운서

## 꽁트
- 최수진

## 역대 방송시간
| 방송 채널      | 방송 기간                           | 방송 시간                  | 제목                    |
| -------------- | ----------------------------------- | -------------------------- | ----------------------- |
| KBS전주FM      | 1998년 10월 12일 ~ 2004년 10월 17일 | 매일 오전 11:00 ~ 낮 12:00 | 김태은의 가요뱅크 100.7 |
| KBS전주FM      | 2004년 10월 18일 ~ 2005년 4월 29일  | 평일 오전 11:00 ~ 낮 12:00 | 김태은의 가요뱅크 100.7 |
| KBS전주 해피FM | 2008년 4월 21일 ~ 2016년 4월 24일   | 매일 오전 11:05 ~ 낮 12:00 | 김태은의 가요뱅크       |
| KBS전주 해피FM | 2016년 4월 25일 ~ 현재              | 매일 오전 11:00 ~ 낮 12:00 | 김태은의 가요뱅크       |

## 코너
- 월요일 : 콩트 미우려니 고우려니/(문자 창)창문 열어요!
- 화요일 : 콩트 미우려니 고우려니/모이자 노래하자!(With 모차르트 박과 초대가수)/전화노래자랑
- 수요일 : 뭘그리 놀라나! 퀴즈 -인생 수학 능력시험-
- 목요일 : 가뱅 레코드실
- 금요일 : 찜질방에서/리메이크 명곡 퀴즈
- 토요일 : 토요 즐겨찾기(연령별 취향선곡)
- 일요일 : 요요요 콘서트